# Flaggen auf den Türmen
Flaggen auf den Türmen (russischer Originaltitel: Флаги на башнях, Flagi na baschnjach) ist ein 1938 erschienener autobiografischer Roman von Anton Makarenko.

## Inhalt

### Erster Teil
Zu Beginn der Geschichte, etwa gegen Ende des ersten Fünfjahresplanes, kreuzen sich nahe Charkiw die Wege von vier Straßenkindern:
- Iwan Wanja Galtschenko ist eine gutmütige, fleißige Waise und arbeitet als Schuhputzer. Da er keine Genehmigung oder andere Ausweispapiere hat, wird er aber leicht zum Ziel von Ausbeutung und Beleidigungen. Nachdem Wanja von der Kolonie Erster Mai hört, möchte er gern dorthin, stößt aber bei den Jugendschutzbehörden zunächst auf Unverständnis. Erst die zufällige Begegnung mit dem Kolonisten Wolodja Begunok macht ihm Mut und so bittet er wenige Tage später direkt vor Ort um Aufnahme.
- Igor Tschernogorski stammt aus gutbürgerlichen Verhältnissen, ist aber aus Verachtung für seinen Vater ausgerissen. Aufgrund seines eleganten und selbstsicheren Auftretens kann er sich leicht durchsetzen. Trotz seiner überheblichen Art freundet er sich schnell mit Wanja an. Igor wird aufgrund eines Postwechselbetruges verhaftet und landet, da andere öffentliche Stellen nichts mit ihm anfangen können, in der Kolonie. Kurz nach seiner Ankunft spricht dort auch Wanja vor und Igor plädiert für dessen Aufnahme.
- Grigori Ryshikow ist kriminell, rücksichtslos und verschmäht jede normale Arbeit. Eines Nachts bestielt er Wanja, der neben ihm in einem Strohlager schläft, um dessen erarbeitetes Geld sowie seine Schuhputzutensilien.
- Wanda Stadnizkaja muss sich prostituieren, um ihr Dasein zu fristen. Sie verachtet diese Lebensweise, sich selbst und die Welt um sie herum.

Igor kann sich anfangs nur schwer an Disziplin und Arbeitsmoral gewöhnen und zieht sich dadurch mehrfach Kritik zu. Sein Interesse gilt vielmehr Oxana Litowtschenko, die auf dem Nachbargrundstück lebt und dort angeblich für einen Anwalt als Magd arbeiten muss. Sie schlägt aber seine Werbungen aus und auch die anderen Jugendlichen missbilligen Igors Verhalten. Außerdem zieht er sich den Unmut des Kolonisten Michail Gontar zu, der ebenfalls in Oxana verliebt ist. Wanja gewöhnt sich stattdessen schnell an das neue Leben und ist emsig in der Gießerei tätig. Außerdem hilft er Igor bei der Arbeit.

### Zweiter Teil
Kurz nacheinander werden auch Ryshikow und Wanda in die Kolonie gebracht. Sowohl das Mädchen als auch Igor zeigen offen ihre Abneigung gegen den Kriminellen. Wanda ist über ihren neuen Lebensmittelpunkt außerdem sehr unglücklich, kann jedoch vom Kolonieleiter Andrej Stepanowitsch Sacharow beruhigt werden. Nach einem schwierigen Start in den Arbeitsalltag erhält sie als erstes Mädchen eine Stelle in der Tischlerei und zeigt hier große Einsatzbereitschaft.
Trotz der guten Organisation tun sich gelegentlich Probleme auf, zumeist in Streitigkeiten mit Solomon Davidowitsch Blum. Dieser hatte bereits in der Gorki-Kolonie als Produktionsleiter fungiert und übt diesen Posten nun auch in der Kolonie Erster Mai. Obwohl im Grunde nicht unbeliebt, sind seine vorschnelle und zuweilen chaotische Art und seine eigenen Vorstellungen von Wirtschaftlichkeit mehrfach Anlass für Diskussionen. So wird auf Beschluss der Kolonistenversammlung die Gießerei geschlossen, da Blum keine Entlüftung für die giftigen Dämpfe angebracht hat. Er verweigert dies, da das Gebäude ohnehin bald ausdienen soll. Trotz des Beschlusses kann er einige Jugendliche eines Abends zur Arbeit überreden, was von den anderen infolgedessen streng getadelt wird. Letztlich fügt sich Blum.
Nachdem die Kolonie keine Finanzmittel aus dem Staatshaushalt mehr erhält, wird der Entschluss gefasst, Gewinn aus der künftigen Produktion zu sparen, um damit eine Fabrik für Elektrowerkzeuge zu bauen.
Auch Oxana wird in die Kolonie aufgenommen und die Jugendlichen erfahren, dass sie in Wirklichkeit nach dem Tod ihres Vaters bei einem Juraprofessor zur Pflege lebte. Das Mädchen freundet sich sogleich mit Wanda an, die inzwischen in die neueröffnete Gießerei gewechselt ist. Durch Ryshikow erfahren auch die anderen Kolonisten von ihrem früheren Leben, akzeptieren es jedoch problemlos. Ryshikow ist wegen seines losen Mundwerks und seiner Disziplinlosigkeit sehr unbeliebt, arbeitet aber fleißig als Former und bringt sich auch in Produktionsdiskussionen mit ein. Nachdem es aber zu mehreren Diebstählen in der Kolonie kommt, gerät das ehemalige Straßenkind bei Wanja und einigen weiteren Jugendlichen unter Verdacht.

### Dritter Teil
Die künftige Fabrik wird errichtet und die Jugendlichen arbeiten fleißig in der Gießerei, Tischlerei und Schneiderei, um den Bau und die Maschinen finanzieren zu können. Igors Charakter reift heran und er sowie die von ihm geliebte Oxana werden zu Brigadiers ernannt. Es kommt aber erneut zu Diebstählen und Wanja ist sich aufgrund eigener Beobachtungen sicher, dass Ryschikow dahinter steckt. Es gibt keine eindeutigen Beweise und der Verdächtigte kann sogar eine Ernennung zum Brigadier vom Dienst nutzen, um den Verdacht von sich abzulenken. Stattdessen entsteht Misstrauen gegenüber seinem Vorgänger, dem verdienten Wolenko. Dieser verlässt die Kolonie, weil ihn das Gefühl plagt, seine Pflicht nicht getan und die Vorfälle verhindert zu haben. Wanda heiratet den Chauffeur Pjotr Worobjow und zieht aus der Kolonie fort, bittet aber erfolgreich darum, in der neuen Fabrik arbeiten zu dürfen. Diese wird nach großen Kraftanstrengungen, auch durch die Hilfe ehemaliger Zöglinge, im September 1934 fertiggestellt. Die allgemeine Freude wird wieder durch Diebstähle getrübt und selbst Wanja und sein Freund Filja Scharin geraten in Verdacht. Auch Igor, mittlerweile Komsomolmitglied und später sogar -sekretär, beschuldigt sie. Beide können letztlich beweisen, dass Ryshikow und der Gießmeister Bankowski dahinter stecken. Sie werden für weitere Ermittlungen dem NKWD übergeben und der rehabilitierte Wolenko kehrt am Jahrestag der Oktoberrevolution unter großem Jubel in die Kolonie zurück. Wenige Wochen später werden die Fahnen auf den Türmen des Koloniegebäudes auf halbmast gesetzt, da die Nachricht von Sergei Kirows Ermordung im Rundfunk gesendet wird.
Die Geschichte endet mit einem Ausblick auf Igor und Oxana, die letztlich ein Paar werden, sowie auf ehemalige Kolonisten, die verantwortungsvolle Berufe wahrnehmen.

## Entstehung und Ausgaben
Makarenko schrieb das Buch in der ersten Jahreshälfte 1938 in Moskau und auf der Krim. Es sind sowohl ein handschriftliches Manuskript mit dem Arbeitstitel Kolonisten als auch ein mit Schreibmaschine verfasster Text erhalten. Letzterer trägt den späteren Buchtitel. Die Handschrift ist in zwei Teile gegliedert, von denen der erste ursprünglich die 32 Kapiteln enthielt, die sich später auch in der Buchfassung finden. Die ersten acht Kapitel des Manuskripts sind jedoch nicht erhalten. Teil zwei hat 20 Kapitel, das letzte ist unvollendet. Der mit Maschine geschriebene Text ist dreigeteilt, die Kapitelzahl beträgt, 32, 20 und 22. Die Kapitel 12, 23, 24 und 25 sowie der Anfang des 13. Abschnitts des zweiten Teils sind ebenfalls nicht erhalten.
Die russischsprachige Originalausgabe erschien als Fortsetzung in den Ausgaben 6–8/1938 der Zeitschrift Krasnaja now. Die Vorbereitungen zur Buchausgabe schloss der Autor am 30. März 1939 ab. Er änderte dafür stellenweise den Wortlaut, die Kapitelnamen und deren Einteilung. Für den Beginn des zweiten Teils entstand ein zusätzliches erstes Kapitel, dafür strich er den Abschnitt Für das ganze Leben, das ursprünglich das 11. Kapitel des dritten Teils bildete. Flaggen auf den Türmen ging am 8. Juli 1939 in Druck und erschien noch im selben Jahr, kurz nach dem Tod des Autors, im Verlag Художественная литература (Chudoschestwennaja literatura; dt.: Schöngeistige Literatur). Die einzelnen Teile der Buchfassung sind in 30, 31 und 21 Kapitel gegliedert. Zehn Jahre später erfuhr das Werk in der Советская педагогика (Sowjetskaja pedagogika; dt.: Sowjetische Pädagogik) eine weitere Zeitschriftenveröffentlichung.
Die deutschsprachige Ausgabe erschien erstmals 1952 beim Aufbau Verlag in einer Übersetzung Erich Salewskis und erlebte bis 1977 mehrere Neuauflagen. Auch der Buchclub 65 und der Verlag Kultur und Fortschritt publizierten Flaggen auf den Türmen. Ab 1958 wurde es im Volk und Wissen Verlag als dritter Band einer Werksammlung Makarenkos herausgegeben.
Andere Sprachen, in die das Buch übersetzt wurde, sind Ungarisch, Rumänisch, Spanisch, Schwedisch und Dänisch.
Das vom Autor gestrichene Kapitel Für das ganze Leben wurde in späteren Auflagen als Addendum abgedruckt.

## Hintergrund und Stil
Grundlage des Buches ist Makarenkos Tätigkeit als Leiter der Felix-Dserschinski-Kommune, es stellt damit den Nachfolger von Der Weg ins Leben dar. Im Gegensatz zum Vorgänger trägt der Ort der Handlung hier aber einen anderen Namen und auch der Autor selbst taucht dieses Mal unter Pseudonym auf. Außerdem wird die Geschichte im auktorialen Erzählstil wiedergegeben und der Fokus liegt weniger auf dem Kolonieleiter als vielmehr auf den Kindern und Jugendlichen selbst. Auf die Gorki-Kolonie als Makarenkos ehemalige Wirkungsstätte wird im ersten Kapitel des zweiten Teils der Buchausgabe hingewiesen.
Die Arbeit in der Dserschinski-Kommune verarbeitete der Autor bereits zuvor in der Erzählung FD-1.

## Rezeption
Das Werk war Grundlage mehrerer Dissertationen.

## Selbstbetrachtung
„Ich wollte zeigen, daß das Glück dieses Kollektivs, das sich mitunter in wahrhaft poetischer Form offenbart, ebenfalls im Kampf besteht, aber nicht in einem so heftigen Kampf mit offen zutage tretenden Hindernisse und offenen Feinden, wie es in der Kolonie war, sondern in einem verfeinerten Kampf, in seelischen Regungen, die sich häufig nur innerlich und nach außen hin kaum merklich auswirken.“

## Adaptionen
Abram Narodizki verfilmte den Roman im Jahr 1958.
Miloslav Stehlik schrieb auf Grundlage des Buches eine sechsaktige Bühnenkomödie, die von Harry Riebauer auch ins Deutsche übertragen wurde.